# Leith Athletic FC
Leith Athletic FC was een Schotse voetbalclub uit de hoofdstad Edinburgh. De club werd in 1887 opgericht en speelde de thuiswedstrijden in New Meadowbank. 
De club speelde 6 seizoenen in de hoogste klasse en 31 seizoenen in de 2de klasse. In 1948 eindigde de club helemaal onderaan de rangschikking en verliet de Football League en verdween later.
In 1996 werd een nieuwe club opgericht die zich vooral op de jeugd toespitst met ploegen van 5 tot 21 jaar.